# The Way Back (film 2010)
The Way Back è un film del 2010 scritto e diretto da Peter Weir, basato sulle memorie di Sławomir Rawicz Tra noi e la libertà.
È l'ultimo film di Peter Weir, che nel 2024 ha ufficialmente annunciato il ritiro dal cinema.

## Trama
1939. Janusz viene accusato di spionaggio e condannato a 20 anni di lavori forzati presso un gulag siberiano. Durante la prigionia, organizza l'evasione dal gulag insieme ad altri sei carcerati: nel 1941, questi si avventurano in una disperata fuga per migliaia di chilometri, attraversando la ferrovia Transiberiana ed il deserto del Gobi, patendo fame, gelo e malattie, fino ad arrivare in India nel 1942 . Non tutti i fuggitivi riescono a portare a termine il viaggio: Valka, un criminale russo, abbandona infatti il gruppo poco prima del passaggio di frontiera tra Unione Sovietica e Mongolia, decidendo di rimanere nella terra natìa; Irena muore per disidratazione nel deserto, e la stessa fine toccherà successivamente a Tomasz, pittore di grande talento. Mr. Smith invece, una volta arrivato a Lhasa, decide di proseguire per la propria strada e raggiungere una base statunitense, mentre Janusz e altri due compagni decidono di proseguire e oltrepassare la catena dell'Himalaya, giungendo in India. La scena finale del film mostra Janusz, ormai anziano, che ritorna dalla moglie in Polonia, solo dopo il crollo del comunismo.

## Produzione
Le riprese del film si sono svolte in Marocco, India e Bulgaria.

## Distribuzione
Il film è stato presentato al Telluride Film Festival nel settembre 2010, mentre l'8 ottobre è stato distribuito il primo trailer. La distribuzione nelle sale cinematografiche statunitensi è avvenuta limitatamente il 21 gennaio 2011, dopo un'iniziale proiezione avvenuta a Los Angeles il 29 dicembre 2010.
Il film è uscito nelle sale cinematografiche italiane il 6 luglio 2012.